# Neoboletus
Neoboletus — рід грибів родини Болетових (Boletaceae). Назва вперше опублікована 2014 року.

## Поширення та середовище існування
В Україні зростають боровик жовтий (Neoboletus pseudosulphureus), боровик зернистоногий (Neoboletus luridiformis).

## Практичне використання
Боровик жовтий (Neoboletus pseudosulphureus) та боровик зернистоногий (Neoboletus luridiformis) вважаються умовно їстівними, використовуються після дворазового 25-ти хвилинного відварювання. Neoboletus luridiformis у сирому вигляді слабо отруйний, може спричинити харчове отруєння при споживанні з алкоголем.

## Класифікація
Згідно з базою MycoBank до роду Neoboletus належить 20 офіційно визнаних видів:
- Neoboletus antillanus
- Neoboletus brunneissimus
- Neoboletus erythropus
- Neoboletus ferrugineus
- Neoboletus flavidus
- Neoboletus hainanensis
- Neoboletus junquilleus
- Neoboletus luridiformis
- Neoboletus magnificus
- Neoboletus multipunctatus
- Neoboletus obscureumbrinus
- Neoboletus pseudosulphureus
- Neoboletus rubriporus
- Neoboletus sanguineoides
- Neoboletus sanguineus
- Neoboletus sinensis
- Neoboletus thibetanus
- Neoboletus tomentulosus
- Neoboletus venenatus
- Neoboletus xanthopus